# Mare di Ochotsk
Il Mare di Ochotsk (talvolta traslitterato come mare di Ohotsk o mare di Okhotsk; in russo Охотское море?, Ochotskoe more; in giapponese オホーツク海, Ohōtsuku-kai) appartiene all'oceano Pacifico e si trova racchiuso tra la costa orientale della Siberia, la penisola della Kamčatka con l'arco delle isole Curili e la costa settentrionale dell'isola di Hokkaidō, appartenente al Giappone. La cittadina che ha dato il nome al mare è la cittadina di Ochotsk che a sua volta ha preso il nome dal fiume Ochota (dal termine even okat, "fiume"); altre città importanti che si affacciano sul mare sono Magadan, Palana, Korsakov sull'isola di Sachalin, e Severo-Kuril'sk sull'isola di Paramušir.

## Geografia
Il Mare di Ochotsk ha una superficie di circa 1583000 km²; una profondità media di 859 m e la profondità massima raggiunge i 3372 m. Comunica con il mar del Giappone ad ovest attraverso lo stretto dei Tartari e a sud-ovest attraverso lo stretto di La Pérouse. Ha una profonda insenatura a nord-est: il golfo di Šelichov. Altre insenature sono: la baia del Tauj a nord e i golfi della Uda, del Tugur e Akademii ad ovest. Da ottobre a maggio/giugno, la parte settentrionale del mare è coperta dal ghiaccio. Fino al 2014, nel Mare di Ochotsk si trovava un'enclave marina di acque internazionali circondata completamente da acque russe: enclave marina nel Mare di Ochotsk.

### Isole
Le isole più grandi del mare di Ochotsk sono: Hokkaidō, la seconda isola in ordine di grandezza del Giappone, e l'isola più grande della Russia, Sachalin. Tutte le altre isole si trovano in acque costiere o appartengono all'arcipelago delle isole Curili. Sono quindi di proprietà giapponese o russa indiscussa o proprietà contestata tra il Giappone e la Russia. Iony, l'unica isola che si trova in acque aperte, appartiene al territorio di Chabarovsk. La maggior parte delle isole sono disabitate il che le rende territorio ideale per le colonie di uccelli marini, foche e leoni marini. Oltre un milione di individui di alca minore crestata utilizzano il mare di Ochotsk come sito di nidificazione. Altre isole sono: Vdovuška, Nedorazumenija, isola di Spafar'ev, Talan, isola di Zav'jalov e l'arcipelago delle Jam (o isole Jamskie) a nord; le isole Šantar, l'isola di Men'šikov, l'isola di Reineke a ovest; le isole Chagemif e Ptičij.